# KEIRINグランプリ'86
KEIRINグランプリ'86（けいりんぐらんぷりはちじゅうろく）は1986年12月30日（火）に立川競輪場で開催されたKEIRINグランプリである。優勝賞金1500万円。

## 出場選手
| 車番 | 選手       | 登録地 |
| ---- | ---------- | ------ |
| 1    | 滝澤正光   | 千葉   |
| 2    | 井上茂徳   | 佐賀   |
| 3    | 中野浩一   | 福岡   |
| 4    | 清嶋彰一   | 東京   |
| 5    | 山口健治   | 東京   |
| 6    | 菅田順和   | 宮城   |
| 7    | 佐々木昭彦 | 佐賀   |
| 8    | 伊藤豊明   | 愛媛   |
| 9    | 本田晴美   | 岡山   |

- 誘導員 - 恩田繁雄
- 補欠選手は竹内久人（岐阜）[2]

## 競走内容
残りあと2周で、清嶋－山口－菅田が上昇し、その後に中野－井上、滝澤－佐々木、本田－伊藤と続く。そしてジャンが鳴ると誘導が一気にペースを上げ、清嶋がマイペースの先行体勢に持ち込む。
残りあと1周にさしかかるあたりで滝澤が上昇しかけるも中途半端な仕掛けとなり、滝澤の後位にいた本田がホームから叩いて出て行くもバックで行ききれず。滝澤も漸く2センターから捲って行くも清嶋の逃げは快調で直線に入っても前団は一本棒のまま。
直線に入り、中野が行けないと見た井上が最内を突いて、逃げ切り濃厚かに思われた清嶋に襲い掛かり、最後は清嶋を差し1着。2着に清嶋、3着に中野が入ったが、ゴール後、井上と清嶋が落車した。

## 競走結果
| 着順 | 選手       | 決まり手 |
| ---- | ---------- | -------- |
| 1    | 井上茂徳   | 差       |
| 2    | 清嶋彰一   | 逃       |
| 3    | 中野浩一   |          |
| 4    | 山口健治   |          |
| 5    | 菅田順和   |          |
| 6    | 滝澤正光   |          |
| 7    | 伊藤豊明   |          |
| 8    | 佐々木昭彦 |          |
| 9    | 本田晴美   |          |

### 配当金額
| 枠単 | 2-4 | 2,720円 |

## エピソード
- 当レースの売上は、28億4953万8600円。

- 前年、KEIRINグランプリ優勝者として赤のチャンピオンジャージが贈られた中野浩一に対し、このレースにおいて、そのジャージを着用してレースに出ることを認められたことから中野は自動的に3番車となり、また中野だけ着用ユニフォームに車番が入っていなかった。

- 6着に敗れた滝澤だが、何とかこのレースをもって年間獲得賞金額1億円を突破した。

- 井上茂徳はレース前から肋骨にヒビが入っており、レース後の胴上げでも笑顔ながら脇を押さえ、痛がる様子がみられた。